# 波斯鮻
波斯鮻（學名：Planiliza abu）為輻鰭魚綱鯔形目鯔科的其中一種，分布於亞洲伊朗及伊拉克淡水及半鹹水水域，體長可達20公分，主要棲息在溪流，可做為食用魚。